# Giải vô địch bóng đá ASEAN
Giải vô địch bóng đá ASEAN (trước đây được gọi là Giải vô địch bóng đá Đông Nam Á), hiện được gọi là ASEAN Hyundai Cup vì lý do tài trợ, là giải đấu bóng đá hai năm một lần do Liên đoàn bóng đá ASEAN (AFF) tổ chức dành cho các đội tuyển quốc gia nam ở Đông Nam Á.
Giải đấu quốc tế được tổ chức hai năm một lần, nhằm tìm ra nhà vô địch tiểu lục địa Đông Nam Á. Giải đấu được tổ chức hai năm một lần kể từ 1996, dự kiến diễn ra vào năm chẵn, ngoại trừ các năm năm 2007 (trùng với thời điểm diễn ra Đại hội Thể thao châu Á 2006) và Giải vô địch bóng đá Đông Nam Á 2020 (bị hoãn sang năm 2021 do đại dịch COVID-19).
Hiện có 4 đội tuyển quốc gia đã giành được chức vô địch ASEAN Cup; Thái Lan đã giành được 7 chức vô địch, Singapore 4 chức vô địch, Việt Nam 3 chức vô địch và Malaysia 1 chức vô địch. Cho đến nay, Thái Lan và Singapore là những đội duy nhất giành được chức vô địch liên tiếp. Thái Lan đã làm được điều này 3 lần: vào các năm 2000, 2002, 2014, 2016, 2020 và 2022, trong khi Singapore đã làm được một lần vào các năm 2004 và 2007. Úc, thành viên đầy đủ của AFF từ năm 2013, đến nay vẫn chưa tham dự giải đấu. Đây là một trong những giải đấu bóng đá được theo dõi nhiều nhất trong khu vực. Giải đấu cũng đã được FIFA công nhận là giải đấu chính thức kể từ ngày 7 tháng 12 năm 2024, trước đó đã được công nhận là giải đấu Loại A kể từ năm 2016.
Kể từ năm 2018, các đội vô địch sẽ tranh tài tại Siêu cúp bóng đá Đông Nam Á – Đông Á sau đây, với đội vô địch Giải vô địch bóng đá Đông Á (Đông Á).
Đội vô địch của giải đấu là Việt Nam, sau chiến thắng chung cuộc 5–3 trước Thái Lan trong trận chung kết Giải vô địch bóng đá ASEAN 2024.

## Lịch sử
Năm 1996, giải lần đầu tiên được tổ chức tại Singapore với sự tham gia của đầy đủ 10 đội tuyển trong khu vực Đông Nam Á. Thái Lan trở thành nhà vô địch đầu tiên của giải đấu sau khi đánh bại Malaysia 1–0 trong trận chung kết. Bốn đội tuyển lọt vào bán kết năm đó được vào thẳng vòng chung kết của giải đấu tiếp theo, trong khi sáu đội còn lại phải thi đấu vòng loại để giành bốn vị trí cuối cùng. Myanmar, Singapore, Lào và Philippines đã vượt qua vòng loại để tiến vào giải đấu năm 1998.
Năm 2006, do chậm trễ trong việc tìm kiếm nhà tài trợ sau sự rút lui của Bia Tiger và trùng lịch thi đấu của Đại hội Thể thao châu Á 2006, giải đấu được lùi sang tháng 1 năm 2007 mà không có tên nhà tài trợ gắn kèm tên giải đấu.
Năm 2016, giải đấu đã được FIFA công nhận là một giải giao hữu chính thức với các trận đấu quốc tế hạng A và được tính điểm trên bảng xếp hạng của FIFA nhưng chỉ với hệ số 5 (so với hệ số 10 đối với các trận đấu giao hữu thuộc Lịch thi đấu Trận đấu Quốc tế FIFA).
Năm 2020, do ảnh hưởng của đại dịch COVID-19 tại Đông Nam Á, lần thứ hai giải đã không thể tổ chức đúng như kế hoạch ban đầu, khi bị hoãn đến cuối năm 2021.

## Tổ chức
Công ty tiếp thị thể thao, truyền thông và quản lý sự kiện Sportfive (trước đây là Lagardère Sports) đã tham gia giải đấu kể từ lần đầu tiên tổ chức vào năm 1996.

### Nhà tài trợ tên giải
Giải đấu được thành lập với tên gọi Tiger Cup, sau khi hãng bia Tiger Beer của Asia Pacific Breweries có trụ sở tại Singapore tài trợ cho giải đấu từ năm 1996, cho đến năm 2004. Sau khi Asia Pacific Breweries rút khỏi vị trí nhà tài trợ chính, giải đấu được gọi đơn giản là AFF Championship cho đến năm 2007. Năm 2008, hãng xe hơi Nhật Bản Suzuki đã mua bản quyền đặt tên cho giải đấu, và giải đấu được đổi tên thành AFF Suzuki Cup cho đến năm 2020. Vào ngày 23 tháng 5 năm 2022, AFF đã công bố thỏa thuận tài trợ tên giải mới với công ty Mitsubishi Electric của Nhật Bản và giải được đặt tên là AFF Mitsubishi Electric Cup bắt đầu từ mùa giải năm 2022.
Vào ngày 29 tháng 2 năm 2024, AFF và Mitsubishi Electric, đối tác chính của giải đấu đã ra mắt logo và nhận diện thương hiệu mới cho giải đấu. Là một phần của việc đổi mới thương hiệu giải đấu hàng đầu khu vực, trước đây được gọi là AFF Mitsubishi Electric Cup cũng đã được đổi tên thành ASEAN Mitsubishi Electric Cup. Năm 2025, AFF đã công bố Công ty xe hơi Hyundai là nhà tài trợ chính tiếp theo cho giải đấu, đổi tên thành ASEAN Hyundai Cup.
| Mùa giải  | Nhà tài trợ         | Tên giải đấu                  |
| --------- | ------------------- | ----------------------------- |
| 1996–2004 | Tiger Beer          | Tiger Cup                     |
| 2007      | Không có            | AFF Championship              |
| 2008–2020 | Suzuki              | AFF Suzuki Cup                |
| 2022      | Mitsubishi Electric | AFF Mitsubishi Electric Cup   |
| 2024      | Mitsubishi Electric | ASEAN Mitsubishi Electric Cup |
| 2026–nay  | Hyundai             | ASEAN Hyundai Cup             |

## Thể thức
Từ khi bắt đầu vào năm 1996, Giải vô địch Đông Nam Á được tổ chức theo thể thức thông thường tại một quốc gia chủ nhà, với một vòng bảng và một vòng đấu loại trực tiếp (trừ năm 2002 khi Singapore đăng cai một bảng đấu, còn Indonesia đăng cai một bảng đấu và toàn bộ vòng loại trực tiếp). Các đội được chia làm hai bảng thi đấu vòng tròn một lượt, chọn hai đội đứng đầu mỗi bảng vào vòng bán kết. Các trận bán kết, tranh giải ba và chung kết đều chỉ diễn ra trong một lượt trận.
Từ năm 2004 đến 2016, vòng bảng được đồng đăng cai bởi hai quốc gia, mỗi nước làm chủ nhà của một bảng. Vòng loại trực tiếp (trừ trận tranh hạng ba) cũng được thay đổi sang thể thức hai lượt trên sân nhà và sân khách cho các đội tuyển vượt qua vòng bảng. Trận tranh giải ba đã được loại bỏ từ năm 2007, và đến năm 2010 thì luật bàn thắng sân khách bắt đầu được áp dụng.
Kể từ năm 2018, toàn bộ giải đấu được diễn ra theo thể thức sân nhà–sân khách. 10 đội tuyển tại vòng bảng được chia làm hai bảng 5 đội và đá một lượt 4 trận, trong đó mỗi đội tuyển thi đấu hai trận trên sân nhà và hai trận trên sân khách. Vòng loại trực tiếp vẫn giữ nguyên thể thức hai lượt với luật bàn thắng sân khách.
Năm 2020, do ảnh hưởng bởi dịch COVID-19, giải được lùi lại một năm (2021) và tổ chức tập trung tại Singapore, do đó luật bàn thắng sân khách không được áp dụng. Năm 2022, giải đấu áp dụng trở lại thể thức như năm 2018 cùng với luật bàn thắng sân khách. Đến năm 2024, luật bàn thắng sân khách chính thức bị bãi bỏ khỏi giải đấu.

## Kết quả
| Thể thức thông thường (1996–2002)                            | Thể thức thông thường (1996–2002) | Thể thức thông thường (1996–2002)  | Thể thức thông thường (1996–2002) | Thể thức thông thường (1996–2002) | Thể thức thông thường (1996–2002)    | Thể thức thông thường (1996–2002)    | Thể thức thông thường (1996–2002)    | Thể thức thông thường (1996–2002) | Thể thức thông thường (1996–2002) | Thể thức thông thường (1996–2002) |
| Năm                                                          | Nước chủ nhà                      | Chung kết                          | Chung kết                         | Chung kết                         | Tranh hạng ba                        | Tranh hạng ba                        | Tranh hạng ba                        | Số đội tham dự                    | Tổng số trận đấu                  | Tổng số bàn thắng                 |
| Năm                                                          | Nước chủ nhà                      | Vô địch                            | Tỷ số                             | Á quân                            | Hạng ba                              | Tỷ số                                | Hạng tư                              | Số đội tham dự                    | Tổng số trận đấu                  | Tổng số bàn thắng                 |
| ------------------------------------------------------------ | --------------------------------- | ---------------------------------- | --------------------------------- | --------------------------------- | ------------------------------------ | ------------------------------------ | ------------------------------------ | --------------------------------- | --------------------------------- | --------------------------------- |
| 1996                                                         | Singapore                         | · Thái Lan                         | 1–0                               | · Malaysia                        | · Việt Nam                           | 3–2                                  | · Indonesia                          | 10                                | 24                                | 93                                |
| 1998                                                         | Việt Nam                          | · Singapore                        | 1–0                               | · Việt Nam                        | · Indonesia                          | 3–3 (s.h.p.) (5–4 p)                 | · Thái Lan                           | 8                                 | 16                                | 55                                |
| 2000                                                         | Thái Lan                          | · Thái Lan                         | 4–1                               | · Indonesia                       | · Malaysia                           | 3–0                                  | · Việt Nam                           | 9                                 | 20                                | 67                                |
| 2002                                                         | Indonesia · Singapore             | · Thái Lan                         | 2–2 (s.h.p.) (4–2 p)              | · Indonesia                       | · Việt Nam                           | 2–1                                  | · Malaysia                           | 9                                 | 20                                | 92                                |
| Thể thức sân nhà - sân khách vòng loại trực tiếp (2004–2016) |                                   |                                    |                                   |                                   |                                      |                                      |                                      |                                   |                                   |                                   |
| Năm                                                          | Nước chủ nhà vòng bảng            | Chung kết                          | Chung kết                         | Chung kết                         | Tranh hạng ba/Hai đội thua ở bán kết | Tranh hạng ba/Hai đội thua ở bán kết | Tranh hạng ba/Hai đội thua ở bán kết | Số đội tham dự                    | Tổng số trận đấu                  | Tổng số bàn thắng                 |
| Năm                                                          | Nước chủ nhà vòng bảng            | Vô địch                            | Tỉ số                             | Á quân                            | Hạng ba                              | Tỉ số                                | Hạng tư                              | Số đội tham dự                    | Tổng số trận đấu                  | Tổng số bàn thắng                 |
| 2004                                                         | Malaysia · Việt Nam               | · Singapore                        | 3–1 2–1                           | · Indonesia                       | · Malaysia                           | 2–1                                  | · Myanmar                            | 10                                | 27                                | 113                               |
| 2004                                                         | Malaysia · Việt Nam               | Singapore thắng với tổng tỷ số 5–2 |                                   |                                   | · Malaysia                           | 2–1                                  | · Myanmar                            | 10                                | 27                                | 113                               |
| 2007                                                         | Singapore · Thái Lan              | · Singapore                        | 2–1 1–1                           | · Thái Lan                        | Malaysia và Việt Nam                 | Malaysia và Việt Nam                 | Malaysia và Việt Nam                 | 8                                 | 18                                | 50                                |
| 2007                                                         | Singapore · Thái Lan              | Singapore thắng với tổng tỷ số 3–2 |                                   |                                   | Malaysia và Việt Nam                 | Malaysia và Việt Nam                 | Malaysia và Việt Nam                 | 8                                 | 18                                | 50                                |
| 2008                                                         | Indonesia · Thái Lan              | · Việt Nam                         | 2–1 1–1                           | · Thái Lan                        | Indonesia và Singapore               | Indonesia và Singapore               | Indonesia và Singapore               | 8                                 | 18                                | 56                                |
| 2008                                                         | Indonesia · Thái Lan              | Việt Nam thắng với tổng tỷ số 3–2  |                                   |                                   | Indonesia và Singapore               | Indonesia và Singapore               | Indonesia và Singapore               | 8                                 | 18                                | 56                                |
| 2010                                                         | Indonesia · Việt Nam              | · Malaysia                         | 3–0 1–2                           | · Indonesia                       | Philippines và Việt Nam              | Philippines và Việt Nam              | Philippines và Việt Nam              | 8                                 | 18                                | 51                                |
| 2010                                                         | Indonesia · Việt Nam              | Malaysia thắng với tổng tỷ số 4–2  |                                   |                                   | Philippines và Việt Nam              | Philippines và Việt Nam              | Philippines và Việt Nam              | 8                                 | 18                                | 51                                |
| 2012                                                         | Malaysia · Thái Lan               | · Singapore                        | 3–1 0–1                           | · Thái Lan                        | Malaysia và Philippines              | Malaysia và Philippines              | Malaysia và Philippines              | 8                                 | 18                                | 48                                |
| 2012                                                         | Malaysia · Thái Lan               | Singapore thắng với tổng tỷ số 3–2 |                                   |                                   | Malaysia và Philippines              | Malaysia và Philippines              | Malaysia và Philippines              | 8                                 | 18                                | 48                                |
| 2014                                                         | Singapore · Việt Nam              | · Thái Lan                         | 2-0 2-3                           | · Malaysia                        | Philippines và Việt Nam              | Philippines và Việt Nam              | Philippines và Việt Nam              | 8                                 | 18                                | 65                                |
| 2014                                                         | Singapore · Việt Nam              | Thái Lan thắng với tổng tỷ số 4–3  |                                   |                                   | Philippines và Việt Nam              | Philippines và Việt Nam              | Philippines và Việt Nam              | 8                                 | 18                                | 65                                |
| 2016                                                         | Myanmar · Philippines             | · Thái Lan                         | 1–2 2–0                           | · Indonesia                       | Myanmar và Việt Nam                  | Myanmar và Việt Nam                  | Myanmar và Việt Nam                  | 8                                 | 18                                | 50                                |
| 2016                                                         | Myanmar · Philippines             | Thái Lan thắng với tổng tỷ số 3–2  |                                   |                                   | Myanmar và Việt Nam                  | Myanmar và Việt Nam                  | Myanmar và Việt Nam                  | 8                                 | 18                                | 50                                |
| Thể thức sân nhà - sân khách toàn giải đấu (2018–nay)        |                                   |                                    |                                   |                                   |                                      |                                      |                                      |                                   |                                   |                                   |
| Năm                                                          | Năm                               | Chung kết                          | Chung kết                         | Chung kết                         | Hai đội thua ở bán kết               | Hai đội thua ở bán kết               | Hai đội thua ở bán kết               | Số đội tham dự                    | Tổng số trận đấu                  | Tổng số bàn thắng                 |
| Năm                                                          | Năm                               | Vô địch                            | Tỉ số                             | Á quân                            | Hai đội thua ở bán kết               | Hai đội thua ở bán kết               | Hai đội thua ở bán kết               | Số đội tham dự                    | Tổng số trận đấu                  | Tổng số bàn thắng                 |
| 2018                                                         | 2018                              | · Việt Nam                         | 2–2 1–0                           | · Malaysia                        | Philippines và Thái Lan              | Philippines và Thái Lan              | Philippines và Thái Lan              | 10                                | 26                                | 80                                |
| 2018                                                         | 2018                              | Việt Nam thắng với tổng tỷ số 3–2  |                                   |                                   | Philippines và Thái Lan              | Philippines và Thái Lan              | Philippines và Thái Lan              | 10                                | 26                                | 80                                |
| 2020                                                         | 2020                              | · Thái Lan                         | 4–0 2–2                           | · Indonesia                       | Singapore và Việt Nam                | Singapore và Việt Nam                | Singapore và Việt Nam                | 10                                | 26                                | 88                                |
| 2020                                                         | 2020                              | Thái Lan thắng với tổng tỷ số 6–2  |                                   |                                   | Singapore và Việt Nam                | Singapore và Việt Nam                | Singapore và Việt Nam                | 10                                | 26                                | 88                                |
| 2022                                                         | 2022                              | · Thái Lan                         | 2–2 1–0                           | · Việt Nam                        | Indonesia và Malaysia                | Indonesia và Malaysia                | Indonesia và Malaysia                | 10                                | 26                                | 90                                |
| 2022                                                         | 2022                              | Thái Lan thắng với tổng tỷ số 3–2  |                                   |                                   | Indonesia và Malaysia                | Indonesia và Malaysia                | Indonesia và Malaysia                | 10                                | 26                                | 90                                |
| 2024                                                         | 2024                              | · Việt Nam                         | 2–1 3–2                           | · Thái Lan                        | Philippines và Singapore             | Philippines và Singapore             | Philippines và Singapore             | 10                                | 26                                | 92                                |
| 2024                                                         | 2024                              | Việt Nam thắng với tổng tỷ số 5–3  |                                   |                                   | Philippines và Singapore             | Philippines và Singapore             | Philippines và Singapore             | 10                                | 26                                | 92                                |

## Các đội tuyển tham dự
| Đội tuyển   | 1996 (10)              | 1998 (8)               | 2000 (9)               | 2002 (9)               | 2004 (10)              | 2007 (8)               | 2008 (8)               | 2010 (8)               | 2012 (8)               | 2014 (8) | 2016 (8) | 2018 (10) | 2020 (10) | 2022 (10) | 2024 (10) | Tổng |
| ----------- | ---------------------- | ---------------------- | ---------------------- | ---------------------- | ---------------------- | ---------------------- | ---------------------- | ---------------------- | ---------------------- | -------- | -------- | --------- | --------- | --------- | --------- | ---- |
| Úc          | Chưa là thành viên AFF | Chưa là thành viên AFF | Chưa là thành viên AFF | Chưa là thành viên AFF | Chưa là thành viên AFF | Chưa là thành viên AFF | Chưa là thành viên AFF | Chưa là thành viên AFF | Chưa là thành viên AFF | ×        | ×        | ×         | ×         | ×         | ×         | 0    |
| Brunei      | VB                     | •                      | ×                      | ×                      | ×                      | •                      | •                      | ×                      | •                      | •        | •        | •         | ×         | VB        | •         | 2    |
| Campuchia   | VB                     | •                      | VB                     | VB                     | VB                     | •                      | VB                     | •                      | •                      | •        | VB       | VB        | VB        | VB        | VB        | 10   |
| Indonesia   | 4th                    | 3rd                    | 2nd                    | 2nd                    | 2nd                    | VB                     | BK                     | 2nd                    | VB                     | VB       | 2nd      | VB        | 2nd       | BK        | VB        | 15   |
| Lào         | VB                     | VB                     | VB                     | VB                     | VB                     | VB                     | VB                     | VB                     | VB                     | VB       | •        | VB        | VB        | VB        | VB        | 14   |
| Malaysia    | 2nd                    | VB                     | 3rd                    | 4th                    | 3rd                    | BK                     | VB                     | 1st                    | BK                     | 2nd      | VB       | 2nd       | VB        | BK        | VB        | 15   |
| Myanmar     | VB                     | VB                     | VB                     | VB                     | 4th                    | VB                     | VB                     | VB                     | VB                     | VB       | BK       | VB        | VB        | VB        | VB        | 15   |
| Philippines | VB                     | VB                     | VB                     | VB                     | VB                     | VB                     | •                      | BK                     | BK                     | BK       | VB       | BK        | VB        | VB        | BK        | 14   |
| Singapore   | VB                     | 1st                    | VB                     | VB                     | 1st[2]                 | 1st[3]                 | BK                     | VB                     | 1st[4]                 | VB       | VB       | VB        | BK        | VB        | BK        | 15   |
| Thái Lan    | 1st                    | 4th                    | 1st[2]                 | 1st[3]                 | VB                     | 2nd                    | 2nd                    | VB                     | 2nd                    | 1st[4]   | 1st[5]   | BK        | 1st[6]    | 1st[7]    | 2nd       | 15   |
| Đông Timor  |                        |                        |                        | ×                      | VB                     | •                      | •                      | •                      | •                      | •        | •        | VB        | VB        | •         | VB        | 4    |
| Việt Nam    | 3rd                    | 2nd                    | 4th                    | 3rd                    | VB                     | BK                     | 1st                    | BK                     | VB                     | BK       | BK       | 1st[2]    | BK        | 2nd       | 1st       | 15   |

Chú thích
| - 1st — Vô địch - 2nd — Á quân - 3rd — Hạng ba - 4th — Hạng tư - BK — Bán kết - VB — Vòng bảng | - q — Vượt qua vòng loại tham dự giải đấu hiện tại - • — Không vượt qua vòng loại - × — Không tham dự / Rút lui / Bị cấm - XX — Quốc gia không tồn tại (Đông Timor: từng là một phần của Indonesia) - — Chủ nhà |

## Thành tích theo quốc gia
| Đội tuyển   | Vô địch                                      | Á quân                                 | Hạng ba        | Hạng tư  | Bán kết                          |
| ----------- | -------------------------------------------- | -------------------------------------- | -------------- | -------- | -------------------------------- |
| Thái Lan    | 7 (1996, 2000, 2002, 2014, 2016, 2020, 2022) | 4 (2007, 2008, 2012, 2024)             | –              | 1 (1998) | 1 (2018)                         |
| Singapore   | 4 (1998, 2004, 2007, 2012)                   | –                                      | –              | –        | 3 (2008, 2020, 2024)             |
| Việt Nam    | 3 (2008, 2018, 2024)                         | 2 (1998, 2022)                         | 2 (1996, 2002) | 1 (2000) | 5 (2007, 2010, 2014, 2016, 2020) |
| Malaysia    | 1 (2010)                                     | 3 (1996, 2014, 2018)                   | 2 (2000, 2004) | 1 (2002) | 3 (2007, 2012, 2022)             |
| Indonesia   | –                                            | 6 (2000, 2002, 2004, 2010, 2016, 2020) | 1 (1998)       | 1 (1996) | 2 (2008, 2022)                   |
| Philippines | –                                            | –                                      | –              | –        | 5 (2010, 2012, 2014, 2018, 2024) |
| Myanmar     | –                                            | –                                      | –              | 1 (2004) | 1 (2016)                         |
| Tổng số     | 15                                           | 15                                     | 5              | 5        | 20                               |

## Thống kê

### Những cầu thủ ghi bàn nhiều nhất
Tính đến giải đấu năm 2024
| Hạng | Cầu thủ                | Bàn thắng |
| ---- | ---------------------- | --------- |
| 1    | Teerasil Dangda        | 25        |
| 2    | Noh Alam Shah          | 17        |
| 3    | Worrawoot Srimaka      | 15        |
| 3    | Lê Công Vinh           | 15        |
| 5    | Lê Huỳnh Đức           | 14        |
| 6    | Kurniawan Dwi Yulianto | 13        |
| 6    | Adisak Kraisorn        | 13        |
| 6    | Nguyễn Tiến Linh       | 13        |
| 9    | Bambang Pamungkas      | 12        |
| 9    | Kiatisuk Senamuang     | 12        |
| 11   | Agu Casmir             | 11        |
| 12   | Khairul Amri           | 10        |

- In đậm chỉ ra cầu thủ vẫn còn đang thi đấu quốc tế.

### Vua phá lưới
| Năm  | Cầu thủ                                                              | Số bàn |
| ---- | -------------------------------------------------------------------- | ------ |
| 1996 | Natipong Sritong-In                                                  | 7      |
| 1998 | Myo Hlaing Win                                                       | 4      |
| 2000 | Gendut Doni Christiawan Worrawoot Srimaka                            | 5      |
| 2002 | Bambang Pamungkas                                                    | 8      |
| 2004 | Ilham Jaya Kesuma                                                    | 7      |
| 2007 | Noh Alam Shah                                                        | 10     |
| 2008 | Budi Sudarsono Agu Casmir Teerasil Dangda                            | 4      |
| 2010 | Safee Sali                                                           | 5      |
| 2012 | Teerasil Dangda                                                      | 5      |
| 2014 | Safiq Rahim                                                          | 6      |
| 2016 | Teerasil Dangda                                                      | 6      |
| 2018 | Adisak Kraisorn                                                      | 8      |
| 2020 | Safawi Rasid Bienvenido Marañón Chanathip Songkrasin Teerasil Dangda | 4      |
| 2022 | Teerasil Dangda Nguyễn Tiến Linh                                     | 6      |
| 2024 | Nguyễn Xuân Son                                                      | 7      |

### Cầu thủ xuất sắc nhất giải
| Năm  | Cầu thủ              |
| ---- | -------------------- |
| 1996 | Zainal Nakils Hassan |
| 1998 | Nguyễn Hồng Sơn      |
| 2000 | Kiatisuk Senamuang   |
| 2002 | Therdsak Chaiman     |
| 2004 | Lionel Lewis         |
| 2007 | Noh Alam Shah        |
| 2008 | Dương Hồng Sơn       |
| 2010 | Firman Utina         |
| 2012 | Shahril Ishak        |
| 2014 | Chanathip Songkrasin |
| 2016 | Chanathip Songkrasin |
| 2018 | Nguyễn Quang Hải     |
| 2020 | Chanathip Songkrasin |
| 2022 | Theerathon Bunmathan |
| 2024 | Nguyễn Xuân Son      |

### Bàn thắng đẹp nhất giải
| Năm  | Thời gian            | Cầu thủ            | Bàn thắng | Trận đấu                                   |
| ---- | -------------------- | ------------------ | --------- | ------------------------------------------ |
| 2008 | 8 tháng 12 năm 2008  | Nguyễn Vũ Phong    | 2–3       | Malaysia 2–3 Việt Nam (vòng bảng)          |
| 2010 | 26 tháng 12 năm 2010 | Ashari Samsudin    | 2–0       | Malaysia 3–0 Indonesia (chung kết lượt đi) |
| 2012 | 9 tháng 12 năm 2012  | Teerasil Dangda    | 1–1       | Malaysia 1–1 Thái Lan (bán kết lượt đi)    |
| 2014 | 22 tháng 11 năm 2014 | Lê Công Vinh       | 2–1       | Việt Nam 2–2 Indonesia (vòng bảng)         |
| 2016 | 17 tháng 12 năm 2016 | Siroch Chatthong   | 2–0       | Thái Lan 2–0 Indonesia (chung kết lượt về) |
| 2018 | 5 tháng 12 năm 2018  | Syahmi Safari      | 1–1       | Thái Lan 2–2 Malaysia (bán kết lượt về)    |
| 2020 | 25 tháng 12 năm 2021 | Shahdan Sulaiman   | 1–2       | Indonesia 4–2 Singapore (bán kết lượt về)  |
| 2022 | 2 tháng 1 năm 2023   | Marselino Ferdinan | 0–2       | Philippines 1–2 Indonesia (vòng bảng)      |
| 2024 | 5 tháng 1 năm 2025   | Supachok Sarachat  | 2–1       | Thái Lan 2–3 Việt Nam (chung kết lượt về)  |

### Các huấn luyện viên vô địch
| Năm  | Đội       | Huấn luyện viên       |
| ---- | --------- | --------------------- |
| 1996 | Thái Lan  | Thawatchai Sartjakul  |
| 1998 | Singapore | Barry Whitbread       |
| 2000 | Thái Lan  | Peter Withe           |
| 2002 | Thái Lan  | Peter Withe           |
| 2004 | Singapore | Radojko Avramović     |
| 2007 | Singapore | Radojko Avramović     |
| 2008 | Việt Nam  | Henrique Calisto      |
| 2010 | Malaysia  | Krishnasamy Rajagopal |
| 2012 | Singapore | Radojko Avramović     |
| 2014 | Thái Lan  | Kiatisuk Senamuang    |
| 2016 | Thái Lan  | Kiatisuk Senamuang    |
| 2018 | Việt Nam  | Park Hang-seo         |
| 2020 | Thái Lan  | Alexandré Pölking     |
| 2022 | Thái Lan  | Alexandré Pölking     |
| 2024 | Việt Nam  | Kim Sang-sik          |

## Bảng xếp hạng tổng thể
Tính đến giải đấu năm 2024
| Thứ hạng | Đội tuyển   | TD | Tr | T  | H  | B  | BT  | BB  | HS   | Đ   | Thành tích tốt nhất                                |
| -------- | ----------- | -- | -- | -- | -- | -- | --- | --- | ---- | --- | -------------------------------------------------- |
| 1        | Thái Lan    | 15 | 93 | 58 | 20 | 15 | 212 | 108 | +104 | 194 | Vô địch (1996, 2000, 2002, 2014, 2016, 2020, 2022) |
| 2        | Việt Nam    | 15 | 87 | 48 | 23 | 16 | 182 | 83  | +99  | 167 | Vô địch (2008, 2018, 2024)                         |
| 3        | Indonesia   | 15 | 80 | 39 | 18 | 23 | 193 | 134 | +59  | 135 | Á quân (2000, 2002, 2004, 2010, 2016, 2020)        |
| 4        | Singapore   | 15 | 72 | 35 | 17 | 20 | 126 | 78  | +48  | 122 | Vô địch (1998, 2004, 2007, 2012)                   |
| 5        | Malaysia    | 15 | 79 | 35 | 17 | 27 | 136 | 93  | +43  | 122 | Vô địch (2010)                                     |
| 6        | Myanmar     | 15 | 54 | 16 | 9  | 29 | 66  | 119 | –53  | 57  | Bán kết (2004, 2016)                               |
| 7        | Philippines | 14 | 54 | 13 | 7  | 34 | 62  | 67  | –5   | 46  | Bán kết (2010, 2012, 2014, 2018, 2024)             |
| 8        | Campuchia   | 10 | 38 | 7  | 1  | 30 | 46  | 118 | –72  | 22  | Vòng bảng (10 lần)                                 |
| 9        | Lào         | 14 | 49 | 2  | 8  | 39 | 39  | 181 | –142 | 14  | Vòng bảng (14 lần)                                 |
| 10       | Brunei      | 2  | 8  | 1  | 0  | 7  | 3   | 37  | –34  | 3   | Vòng bảng (2 lần)                                  |
| 11       | Đông Timor  | 4  | 16 | 0  | 0  | 16 | 9   | 68  | –59  | 0   | Vòng bảng (4 lần)                                  |